# 大山敏子
大山 敏子（おおやま としこ、1914年2月28日 - 1978年4月13日）は、日本の英文学者、翻訳家。
専門はシェイクスピア。

## 人物・来歴
東京生まれ。津田塾大学教授を務め、シェイクスピアについての著書、翻訳を刊行した。
夫はシェイクスピア学者の大山俊一。かつて旺文社文庫のシェイクスピア作品は、大山夫妻の訳で占められていた。
これら大山訳作品は上演用ではなく、地口などを訳さず注をつける勉強用の翻訳であった。

## 著書
- 『シェイクスピアの心象研究』（篠崎書林） 1953年
- 『女性と英文学』（篠崎書林） 1955年
- 『英語修辞法』（篠崎書林） 1956年
- 『シェイクスピアの喜劇 言葉と主題』（篠崎書林） 1965年
- 『シェイクスピアと愛の伝統』（研究社出版） 1976年

## 翻訳

### シェイクスピアの戯曲
- 『十二夜』（福原麟太郎共訳、角川文庫） 1960年
- 『ヴェニスの商人』（旺文社文庫） 1966年
- 『ロミオとジュリエット』（旺文社文庫） 1966年
- 『お気に召すまま』（旺文社文庫） 1970年
- 『真夏の夜の夢』（旺文社文庫） 1970年
- 『十二夜』（旺文社文庫） 1972年
- 『じゃじゃ馬ならし』（旺文社文庫） 1973年
- 『冬の物語』（旺文社文庫） 1977年
- 『ウィンザーの陽気な女房たち』（旺文社文庫） 1978年

### その他
- 『リチャード二世におけるシェイクスピアの調和の心象』（リチャード・オールティック、篠崎書林） 1957年

## 記念論集
- 『英米の文学と言語 大山俊一先生・大山敏子先生還暦記念論集』（篠崎書林） 1981年